# Fleury-en-Bière
Fleury-en-Bière é uma comuna francesa localizada na região administrativa da Île-de-France, no departamento Sena e Marne. A comuna possui 456 habitantes segundo o censo de 1990.